# Trønderbanan

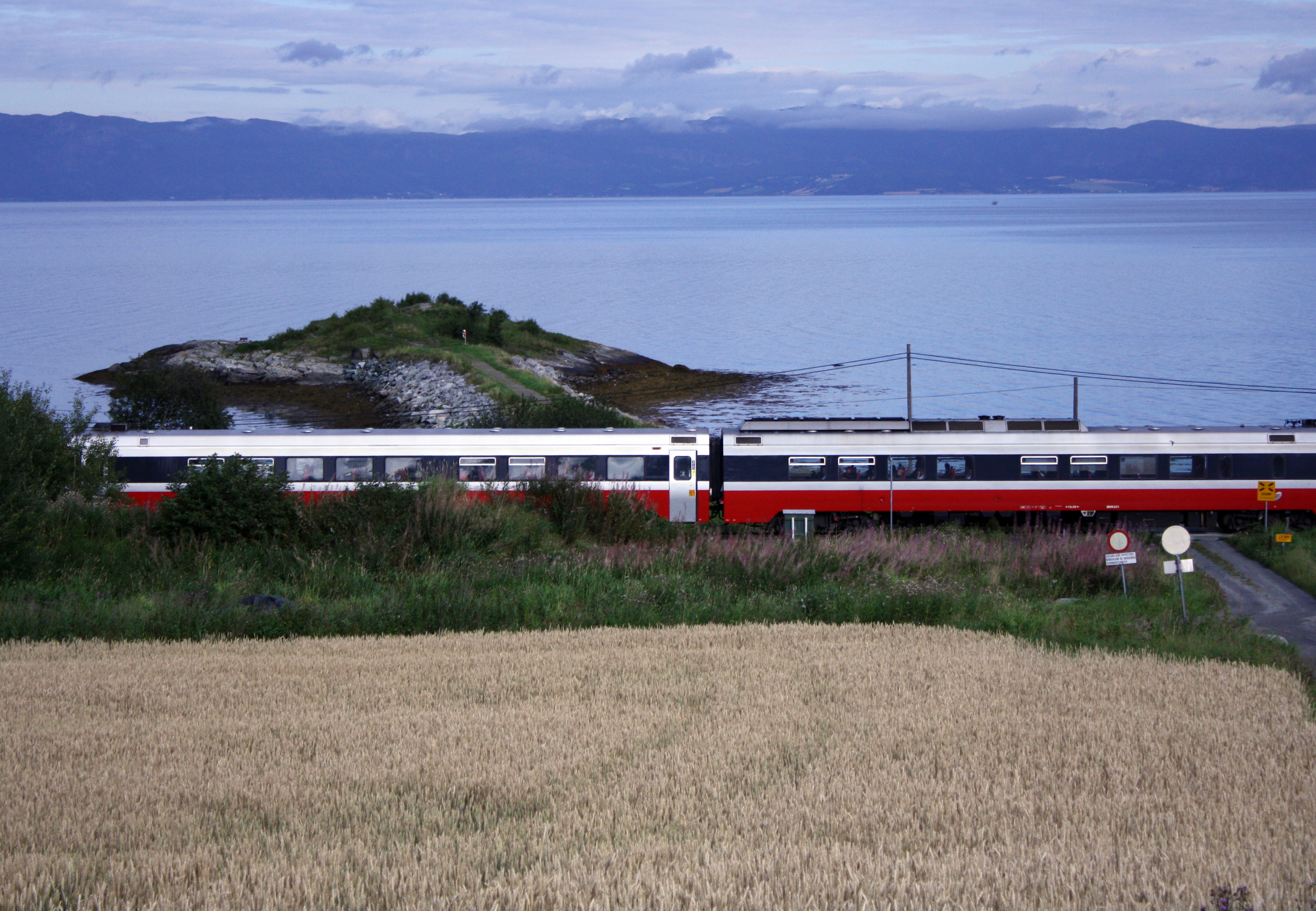
Trønderbanan vid Være i Trondheim. Væresholmen, Trondheimsfjorden och Fosen syns i bakgrunden.

Trønderbanan (norska: Trønderbanen) är ett informellt namn för persontrafiken på järnvägssträckan Støren–Trondheim–Steinkjer. Trønderbanan var namnet på NSB:s projekt för koordinering av persontåg på järnvägssträckorna mellan Oppdal, Røros, Trondheim och Steinkjer i mellersta Norge. Trønderbanan uppstod som begrepp (efter en namntävling 1993) då lokaltågutbudet i de dåvarande fylkena Sør-Trøndelag och Nord-Trøndelag omorganiserades på 1990-talet.
Trønderbanan blev en lyckad satsning med avgångar på fasta tidpunkter i stort sett varje timme hela dagen mellan Trondheim och Steinkjer. 2003 befordrade järnvägen ca 1,1 miljoner passagerare. 
Eftersom de flesta sträckor inte är elektrifierade, används dieseldrivna tåg. Typen som används (år 2012) kallas Type 92.
Trafiken körs sedan juni 2020 av SJ Norge. Från år 2021 kommer nya tåg kallade Type 76 som kan gå på antingen el eller diesel att användas.

## Trønderbanan omfattar följande järnvägslinjer
- Dovrebanan (Støren - Trondheim)
- Nordlandsbanan (Trondheim - Steinkjer)
- Meråkerbanan (Trondheim - Hell)
- Rørosbanan (Røros - Trondheim)
- Sidelinjen: Stavnebanan (Stavne-Leangen-banen) (Stavne - Lerkendal i Trondheim)